# Anilany helenae
Anilany helenae es una especie de anfibio anuro de la familia Microhylidae, única representante del género Anilany. Es endémica de la zona de Ambohitantely en el centro de Madagascar a unos 1500 metros de altitud. Es una rana terrestre que habita en bosques montanos.
Se encuentra en peligro crítico de extinción debido a la rápida pérdida de su hábitat natural causada por la deforestación y el sobrepastoreo en su pequeña área de distribución.